# Стокс (национальный парк)
Национальный парк Стокс (англ. Stokes National Park) — национальный парк в округе Голдфилдс-Эсперанс штата Западная Австралия, расположенный в 538 км к юго-востоку от столицы штата Перта и в 80 км к западу от Эсперанс. Площадь парка составляет 97,26 км².

## Название
Парк назван по заливу Стокса, который находится внутри парка и является его самой узнаваемой достопримечательностью. Залив, в свою очередь, был назван в 1848 году Джоном Септимусом Ро, генеральным инспектором Западной Австралии, когда он возглавлял исследовательскую экспедицию из пяти человек вдоль побережья, в честь Джона Лорта Стокса, проводившего съёмку побережья Западной Австралии на HMS Бигль.

## Описание
Площадь парка составляет 9 726 га, за исключением 16 га, которые являются частью исторической усадьбы Мойр.
Парк покрывает прибрежные пустоши и кустарниковые степи, небольшие участки густого леса и песчаные пляжи вокруг входа в парк и побережья к югу от него.
Национальный парк находится на бывших сельских угодьях, первоначально известных как станция Фанни-Коув, а с 1951 года — станция Юнг-Ривер. Затем к 1973 году территория станции была возвращена в статус земель Короны и национального парка. Руины усадьбы Мойр постройки 1873 года в Фанни-Коув были внесены в список наследия к 1993 году, но позже погибли при пожаре.
Парк тянется вдоль южного побережья Австралии на протяженности 70 км. В район вокруг залива Стокса можно добраться по одноимённой шестикилометровой гравийной дороге от шоссе Южного побережья. Все остальные объекты в парке доступны только на лодке или полноприводном автомобиле.